# Opponenterna

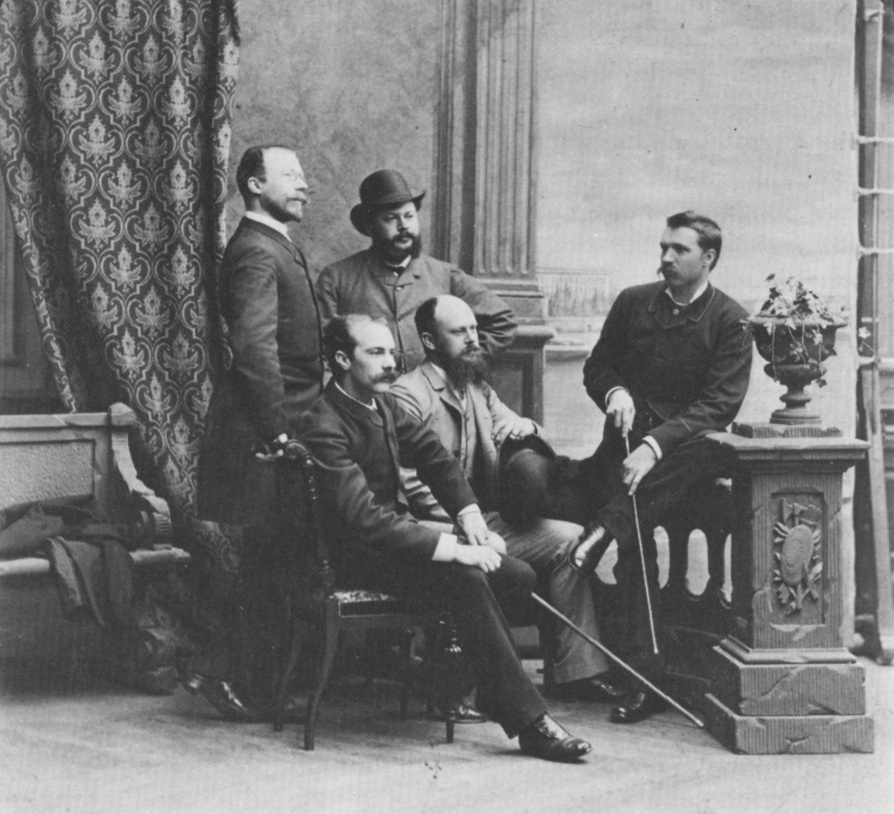
Ateljéfotografi med några av ledarna för Opponenterna. Stående från vänster: Carl Larsson och Ernst Josephson. Sittande från vänster: Richard Bergh, August Hagborg och Per Hasselberg.

Opponenterna var en grupp av 85 svenska konstnärer, som under ledning av Ernst Josephson på 1880-talet organiserade sig i den så kallade Opponentrörelsen. Den 27 mars 1885 framförde medlemmarna skriftligen ett krav till Konstakademien om en modernisering och reformering av konstutbildningen, utställningsverksamheten och konstnärsstödet. Kraven avvisades emellertid, vilket i sin tur ledde fram till att de följande år bildade Konstnärsförbundet.

## Rörelsens medlemmar
Rörelsen bestod mest av unga konstnärer, vilka varit i Paris och influerats av det franska måleriet, som snart fick ett stort genomslag även hos den svenska publiken. Några av de opponenter som ingick var August Hagborg, Per Hasselberg, Gusten Lindberg, Ernst Josephson, Magnus Jönsson, Carl Larsson, Eugène Jansson, Richard Bergh, Olof Hermelin, Severin Nilson, Axel Borg, Mauritz Lindström och Georg Pauli. Flertalet var om somrarna stationerade på Dalarö.

## Utställningar
Opponenternas första utställning ägde rum på Blanchs konstsalong i Stockholm den 15 september 1885. Vernissagen bestod av 155 utställda arbeten som var utförda av 59 olika konstnärer.